# Lange Wurst

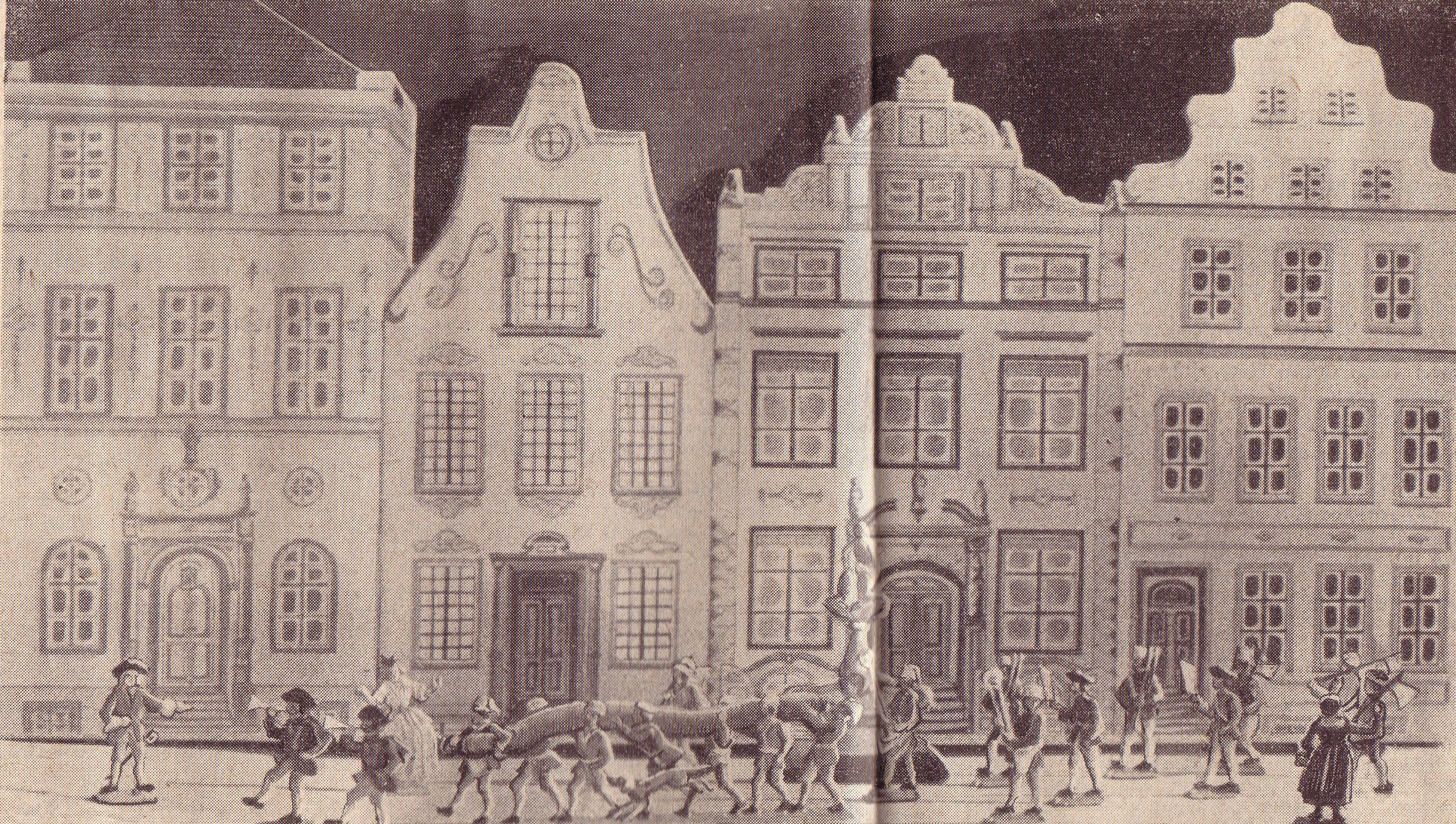
Kleine lange Wurst in Königsberg
(Ostpreußenblatt 1961)

Die Lange Wurst gehörte zur traditionellen Leistungsschau der Königsberger Zünfte im Herzogtum Preußen. Sie fand zu Beginn jedes Jahres statt.

## Geschichte
Am Neujahrstag zogen die Fleischer mit der geschulterten Wurst von ihrer Herberge zum Königsberger Schloss. Dort erhielten der Herzog, die Oberräte und der Hofstaat eine Ehrengabe. Anschließend wurden die Ratsherrn und die drei Stadtpfarrer von Altstadt (Königsberg), Kneiphof und Löbenicht mit einer Schmeckprobe bedacht. Der Zug endete in der Herberge der Los- und Feinbäcker, mit denen der (nicht kleine) Rest verspeist wurde.
Die Losbäcker standen ihnen nicht nach. Am Dreikönigstag brachten sie ihr Gegengeschenk. Mit einem wiederum prächtigen Festzug trugen sie große Striezel durch die Stadt. Bis zu 5 Ellen lang, waren sie mit vergoldeten Löwenköpfen, Kronen, Sternen und dem Zunftwappen aus Pfefferkuchenteig verziert. Sechs bis acht Striezeln folgten Kringel in gleicher Zahl. Nach den Besuchen beim Landesherrn und den Räten wurde die Schlussfeier in der Fleischerherberge gehalten. Dabei wurden bis zu 40 Tonnen Bier geleert.

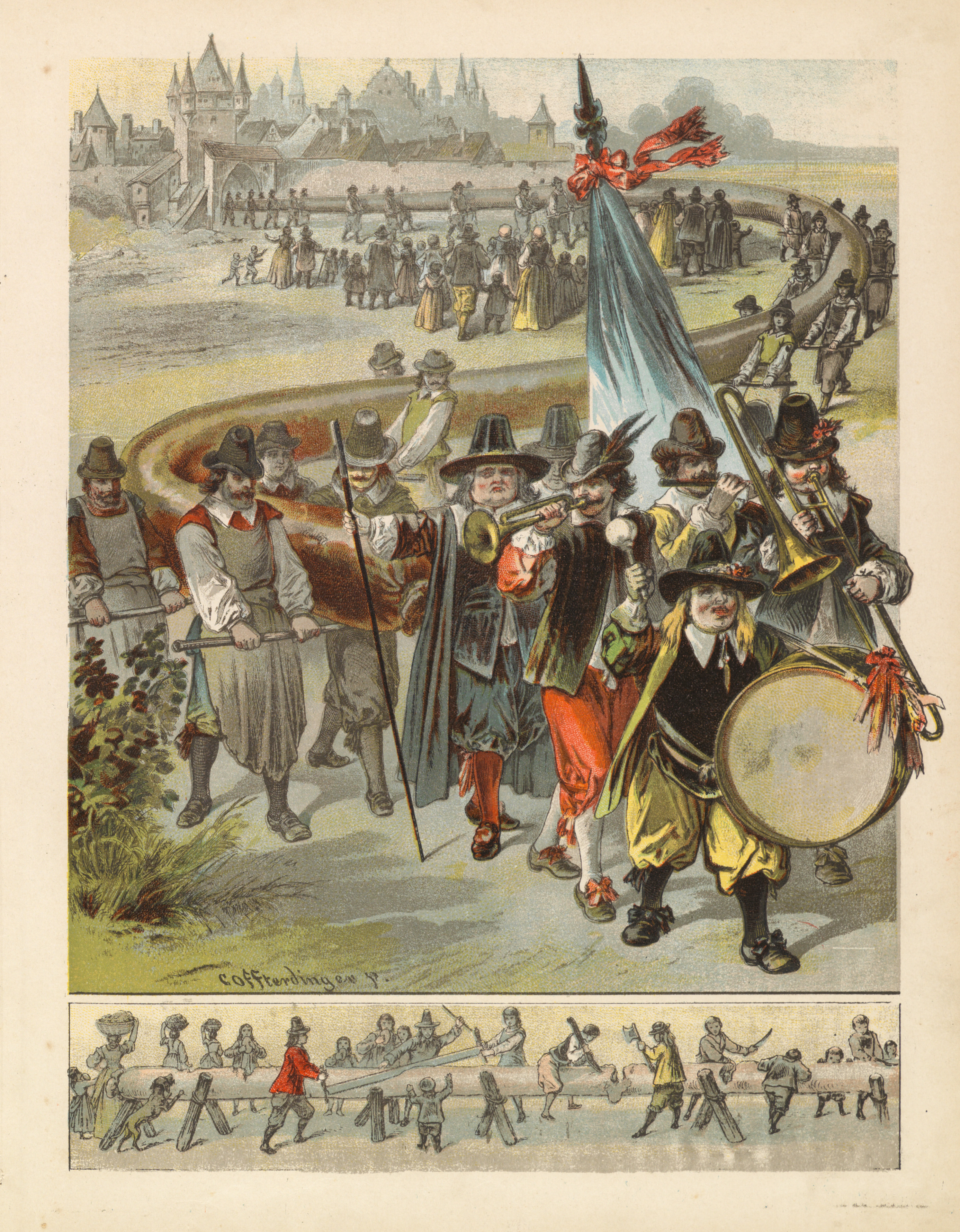
Zeichnung der Prozession aus dem 19. Jahrhundert

1520 trugen die Königsberger Fleischer eine Wurst von 41 Ellen in einer Prozession durch die Stadt. 1558 war sie 403 Ellen lang. 1601 maß sie 1.005 Ellen (etwa 670 m) und wog 585 Pfund. Sie war aus 81 Schweineschinken zubereitet worden und wurde von 103 Fleischergesellen geschleppt.
Die Chemische Fabrik Kalle ließ den historischen Festzug in Zinnfiguren darstellen. Als Hintergrund dienten Königsberger Bürgerhäuser, darunter das Groebensche Stipendienhaus (Groebisches Institut) in der Fleischbänkenstraße, das spätere Corpshaus von Masovia.
In Kaliningrad lebt die Tradition wieder auf. Bei der internationalen Ausstellung Agrokomplex 2007 wurde eine Wurst von 390 m Länge nach altem Rezept hergestellt.